# Rosemary Wells
Rosemary Wells (New York, 1943) è una scrittrice e illustratrice statunitense di libri per bambini, vincitrice di vari premi per la letteratura dedicata all'infanzia. Dai suoi libri sono stati tratti cortometraggi e serie di cartoni animati, come Max e Ruby.
Tema comune nelle storie di Rosemary Wells sono gli animali, attraverso i quali l'autrice affronta anche temi complessi, in modo comprensibile per i bambini. Con il gattino Yoko, ad esempio, affronta il tema del razzismo.
È cresciuta a Red Bank (New Jersey).